# Osztaskovi járás

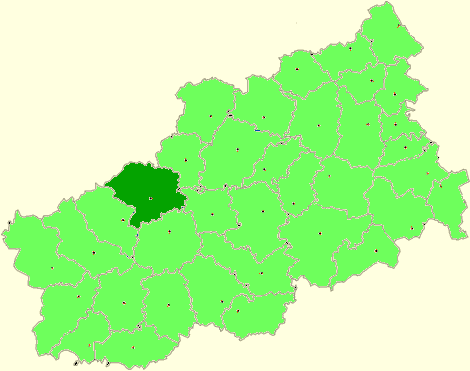
Az Osztaskovi járás a Tveri területen

Az Osztaskovi járás (oroszul Осташковский район) Oroszország egyik járása a Tveri területen. Székhelye Osztaskov.
A régió területén található a Volga folyó forrása.

## Népesség
- 1989-ben 8 921 lakosa volt.
- 2002-ben 7 357 lakosa volt.
- 2010-ben 23 761 lakosa volt, melyből 21 679 orosz, 234 ukrán, 123 üzbég, 115 azeri, 90 fehérorosz, 60 örmény, 37 tadzsik, 30 tatár, 18 moldáv, 15 cigány, 14 észt, 10 mordvin stb.